# Communauté de communes de Belle-Île-en-Mer
Die Communauté de communes de Belle-Île-en-Mer ist ein französischer Gemeindeverband mit der Rechtsform einer Communauté de communes im Département Morbihan in der Region Bretagne. Sie hat ihren Verwaltungssitz im Ort Le Palais und umfasst vier Gemeinden, die sich alle auf der Insel Belle-Île-en-Mer befinden.

## Mitgliedsgemeinden
| Gemeinde                                   | Einwohner 1. Januar 2022 | Fläche km² | Dichte Einw./km² | Code INSEE | Postleitzahl |
| ------------------------------------------ | ------------------------ | ---------- | ---------------- | ---------- | ------------ |
| Bangor                                     | 1.002                    | 25,54      | 39               | 56009      | 56360        |
| Le Palais                                  | 2.576                    | 17,43      | 148              | 56152      | 56360        |
| Locmaria                                   | 973                      | 20,55      | 47               | 56114      | 56360        |
| Sauzon                                     | 1.043                    | 22,11      | 47               | 56241      | 56360        |
| Communauté de communes de Belle-Île-en-Mer | 5.594                    | 85,63      | 65               | –          | –            |